# Giovanni Botta
Giovanni Botta (Como, 18 giugno 1906 – 23 agosto 1988) è stato un politico italiano.

## Biografia
Commercialista di professione, fu parlamentare nella sola IV legislatura. Fu firmatario di 36 progetti  di legge e autore di 104 interventi. Morì nel 1988.

## Incarichi
IVª Legislatura della Repubblica Italiana.
- II Commissione affari della presidenza del consiglio - affari interni e di culto - enti pubblici. Membro dal 1 luglio 1963 al 4 giugno 1968.
- VI Commissione finanze e tesoro. Membro dal 1 gennaio 1967 al 4 giugno 1968.
- Commissione parlamentare per le questioni regionali. Membro dal 18 luglio 1967 al 4 giugno 1968.